# Carmen Arvale

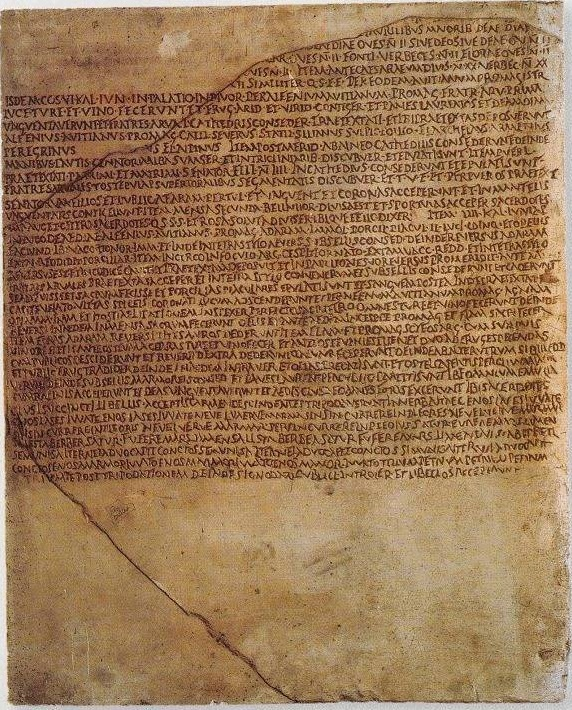
Inscripción del Carmen Arvale

El Carmen Arvale o poema de los arvales es un himno litúrgico tradicional de los Hermanos Arvales, antiguo colegio sacerdotal romano consagrado al culto de la divinidad Dea Dia. Por tal razón, también se lo conoce con la denominación de Carmen fratrum Arvalium. Está escrito en latín arcaico.

## Texto delCarmen Arvale
El texto del Carmen Arvale en la forma mejor conservada incluyendo arcaísmos es:
enos Lases iuvate [Lares, ayúdadnos]
enos Lases iuvate
enos Lases iuvate
neve lue rue Marmar sins incurrere in pleoris [que ni la peste ni la ruina, Marte, no permitas caigan sobre muchos]
neve lue rue Marmar sins incurrere in pleoris
neve lue rue Marmar sins incurrere in pleoris
satur fu, fere Mars, limen salí, sta berber
satur fu, fere Mars, limen salí, sta berber
satur fu, fere Mars, limen salí, sta berber
semunis alterni advocapit conctos
semunis alterni advocapit conctos
semunis alterni advocapit conctos
enos Marmor iuvato [Marte, ayúdanos]
enos Marmor iuvato
enos Marmor iuvato
triumpe triumpe triumpe triumpe triumpe

## Interpretación
El texto nos ha llegado de manera fragmentaria a partir de inscripciones que datan del año 218 d. C. Ya incluso en esa época su significación era hermética. No existe consenso entre los especialistas sobre la traducción exacta del mismo, si bien se trataría de una invocación al dios Marte y a los lares suplicando que proteja los campos de plagas y calamidades.
La Biblioteca Augustana sugiere la traducción siguientes de algunas voces arcaicas empleadas al latín clásico.
enos = nos 'nosotros'
Lases = Lares (Ángeles)
Marmar/Marmor = Mars 'el dios Marte'
sins = sinas
pleores = plures 'muchos'
lue = luem 'peste, enfermedad contagiosa'
rue = ruem 'ruina'
Semunis = Semones
advocapit = advocabite (forma imperativa de futuro de 'abogar, asistir, interceder por') 'abogad [entonces]'
conctos = cunctos 'todos juntos'
Este texto, no sólo interesa al estudio de la antigua religión romana, sino que se trata además de uno de los primeros ejemplos históricos de un texto escrito en latín.